# Siomaki
Siomaki (ukr. Сьомаки́) – wieś na Ukrainie w rejonie kowelskim, obwodu wołyńskiego. Liczy 165 mieszkańców.
Do 2020 w rejonie starowyżewskim.